# Menosca whiteheadi
Menosca whiteheadi är en insektsart som först beskrevs av William Lucas Distant 1909.  Menosca whiteheadi ingår i släktet Menosca och familjen Lophopidae. Inga underarter finns listade i Catalogue of Life.